# Tryškiai
Tryškiai (Samogitien: Trīškē, yiddish : טרישיק; Trishik) est une ville de la municipalité du district de Telšiai en Lituanie. Sa population est d’environ 1 400 habitants.

## Histoire
Le village comptait une importante communauté juive avant la Seconde Guerre mondiale,. Fin juillet 1941, 70 à 80 hommes juifs sont assassinés dans une exécution de masse perpétrée par un einsatzgruppen d'allemands et de nationalistes lituaniens. Deux semaines plus tard, les femmes et les enfants seront enfermés au ghetto de Žagarė où ils seront massacrés lors de la liquidation du ghetto.